# Milenko Misailović — pozorišni snevač
Milenko Misailović — pozorišni monah je prvi od ukupno dva dela televizijskog eseja u trajanju od 57 minuta, o pozorišnom reditelju, dramaturgu i teoretičaru Milenku Misailoviću, reditelja Slobodana Ž. Jovanovića, a u proizvodnji Radio-televizije Srbije 2001. godine. Dr Milenko Misailović govori o svom prvom ulasku u pozorište, opčinjenisti njime, kako je pozorištu posvetio čitav svoj život i o karakterima i talentu bardova teatra sa kojima je radio.

## Autorska ekipa
- Reditelj Slobodan Ž. Jovanović
- Scenario Slobodan Ž. Jovanović
- Montažer Jelena Đokić

## Učestvuju
- Milenko Misailović
- Jadranka Nanić Jovanović, čitala tekst
- Dragan Petrović, čitao tekst
- Radomir Putnik, dramski pisac

## Spoljašnje veze
- Milenko Misailović, pozorisni snevač на веб-сајту  (језик: енглески)
- Milenko Misailović (1.deo): Pozorišni snevač на веб-сајту